# Cú pháp ngôn ngữ C++
Cú  pháp ngôn ngữ C++ là tập hợp các quy tắc nhằm xác định cách thức viết và dịch trong ngôn ngữ lập trình C++.
Vì C++ là ngôn ngữ được thiết kế để có thể hoạt động tương thích với ngôn ngữ C nên hai ngôn ngữ này chia sẻ nhau nhiều điểm chung trong cú pháp. Đối với các cấu trúc câu lệnh thông thường, các hàm, biến, và kiểu dữ liệu cơ bản xin xem thêm bài cú pháp C. Bài này chỉ tập trung vào các chủ đề căn bản mà ngôn ngữ C không có trong đó bao gồm việc hỗ trợ các mẫu hình lập trình tiêu bản và lập trình hướng đối tượng của C++.

## Chức năng Hướng đối tượng

### Lớp

#### Định nghĩa lớp cơ bản
Việc sử dụng lớp trong một chương trình C++ có hai phần chính là phần định nghĩa lớp và phần khai báo và truy cập các thành viên của một đối tượng có kiểu là một lớp cho trước.
- Định nghĩa thông thường của một lớp cơ bản không kế thừa từ bất kì lớp nào khác:

```
 

   
class
  
MyClass
   
// tên lớp

   
{

	
public
:

		
(
danh
 
sách
 
các
 
thành
 
viên
 
có
 
đặc
 
tính
 
công
 
cộng
)

	
private
:

		
(
danh
 
sách
 
các
 
thành
 
viên
 
có
 
đặc
 
tính
 
riêng
 
tư
)

   	
protected
:

		
(
danh
 
sách
 
các
 
thành
 
viên
 
có
 
đặc
 
tính
 
bảo
 
tồn
)

   
};
  
// dấu chấm phẩy chấm dứt câu lệnh

```

Lưu ý: khi các từ khoá đặc tính public:, private:  và protected: không có mặt thì toàn bộ các thành viên của lớp sẽ được hiểu mặc định là có đặc tính riêng tư (private).
- Dùng khai báo biến myVar làm một thực thể (instance) của lớp MyClass:

#### Định nghĩa lớp con
- Định nghĩa thông thường của một lớp con kế thừa từ lớp MyClass. Trong thí dụ dưới đây thì [đặc_tính] có thể thay bằng một trong ba từ khoá đặc tính public:,  private:  và protected: hoặc nếu bỏ qua không viết ra thì đặc tính kế thừa mặc định của lớp con sẽ là "riêng tư".

```
   
class
  
MySubClass
:
 
[
đặc_tính
]
 
MyClass

   
{

	
public
:

		
(
danh
 
sách
 
các
 
thành
 
viên
 
có
 
đặc
 
tính
 
công
 
cộng
)

	
private
:

		
(
danh
 
sách
 
các
 
thành
 
viên
 
có
 
đặc
 
tính
 
riêng
 
tư
)

   	
protected
:

		
(
danh
 
sách
 
các
 
thành
 
viên
 
có
 
đặc
 
tính
 
bảo
 
tồn
)

   
};
  
// dấu chấm phẩy chấm dứt câu lệnh

```

- Định nghĩa thông thường của một lớp con kế thừa từ hai lớp MyClass1 và MyClass2. Tương tự trên, [đặc_tính] có thể thay bằng một trong ba từ khoá đặc tính public:, private:  và protected: hoặc nếu bỏ qua không viết ra thì đặc tính kế thưà mặc định của lớp con sẽ là "riêng tư".

```
class
  
MySubClass
:
 
[
đăc_tính
]
 
MyClass1
,
  
[
đăc_tính
]
 
MyClass2

   
{

	
public
:

		
(
danh
 
sách
 
các
 
thành
 
viên
 
có
 
đặc
 
tính
 
công
 
cộng
)

	
private
:

		
(
danh
 
sách
 
các
 
thành
 
viên
 
có
 
đặc
 
tính
 
riêng
 
tư
)

   	
protected
:

		
(
danh
 
sách
 
các
 
thành
 
viên
 
có
 
đặc
 
tính
 
bảo
 
tồn
)

   
}

```

#### Khai báo một biến đối tượng

##### Biến đối tượng thông thường
Biến đối tượng có thể khai báo hay đôi khi còn gọi là thực thể hoá tùy theo cách xây dựng lớp của người lập trình. Thường quá trình xác lập này được tiến hành thông qua các hàm dựng. Dĩ nhiên, người ta có thể dùng ngay cả các phương thức thường dùng như là dùng tham chiếu (tức là dùng định nghĩa con trỏ), dùng mảng, dùng cấu trúc, hay phức tạp hơn (mảng tham chiếu chẳng hạn) để khai báo một biến đối tượng. (Xem thêm Cú pháp ngôn ngữ C.) Trong mọi trường hợp này thì kiểu của biến đối tượng được xem là lớp mà nó khai báo. Thí dụ:
```
  
MyClass
 
A10
;
                     
//biến thông thường

  
MyClass
 
*
A10ptr
 
=
 
new
 
MyClasss
;
  
//biến con trỏ

  
&
MyClassRef
 
=
 
A10
;
               
//biến kiểu tham chiếu (ngược)

```

Lưu ý: người lập trình hoàn toàn có thể thực thể hoá một biến đối tượng mà không cần phải xây dựng một hàm dựng, trình dịch sẽ tự tạo ra một "hàm dựng mặc định". Tuy nhiên, một khi đã xây dựng bất kì một hàm dựng nào thì cách khai báo mặc định này sẽ không còn được trình dịch chấp thuận và sẽ báo lỗi. Thí dụ sau đây thể hiện cách tạo một lớp mà không cần hàm dựng:
```
 
#include
 
<iostream>

 
using
 
namespace
 
str
;

 
class
 
Number

 
{

	
private
:

		
int
 
x
;

	
public
:

		
void
 
setValue
 
(
int
 
y
)
 
{
 
x
=
 
y
;}

		
void
 
getValue
 
()
 
{
cout
 
<<
 
x
 
<<
 
endl
;}

 
};

 
int
 
main
 
()

 
{

        
Number
 
myNumber
;

    	
myNumber
.
setValue
(
4
);

        
myNumber
.
getValue
();

        
return
 
0
;

 
}

```

##### Biến đối tượng là một hằng
Trường hợp khi thành lập một đối tượng hằng thì việc điều chỉnh trạng thái nội tại của nó là không hợp lệ do đó, chỉ có một cách duy nhất là gán cho nó một bộ giá trị (hay một trạng thái) ban đầu. Trong trường hợp này thì sau khi đã thực thể hóa, biến đối tượng chỉ có thể cho phép đọc các giá trị nào mà lớp tạo ra nó cho phép. (xem thí dụ)

### Các thành viên của lớp

#### Thành viên dữ liệu
Ngoài các khai cáo thành viên có kiểu dữ liệu như thông thường trong C, thì người lập trình còn có thể khai báo nó như một hằng, hay như một biến tĩnh, hay có cả hai đặc tính:
- Thành viên dữ liệu là một hằng: Trương tự như trong C, một thành viên là dữ liệu có thể được khai báo như là một hằng bởi từ khóa const đứng trước tên kiểu dữ liệu. Một khi đã khai báo là hằng thì không thể gán giá trị mới hay thay đổi nội dung của kiểu dữ liệu đó nữa (Lưu ý: trong C++ thì kiểu dữ liệu có thể là một lớp đã được định nghĩa). Do đó, dữ liệu là hằng sẽ được gán giá trị ban đầu ngay trong dòng lệnh khai báo tên của nó:

```
  
const
 
int
 
x
;

```

- Thành viên dữ liệu có kiểu static: Một khi thành viên của một lớp có kiểu là static thì nó sẽ có giá trị tĩnh cho mọi thực thể của cùng một lớp. Nghĩa là sự thay đổi giá trị của thành viên tĩnh này trong một thực thể bất kì sẽ có hiệu quả thay đổi của cùng thành viên đó trong các thực thể khác của cùng một lớp. Thực tế, khi một thành viên của một lớp được khai báo tĩnh thì phần bộ nhớ chứa giá trị của thành viên này sẽ được chia sẻ cho mọi thực thể về sau. Nói cách khác, ứng với mỗi thành viên tĩnh, chỉ có duy nhất một giá trị chia sẻ chung cho cả lớp.

- Thành viên dữ liệu có thể có cả hai đặc tính trên tức là vừa có kiểu tĩnh vừa là hằng số. Thường từ khóa static được viết trước sau đó là từ khóa  const. Thí dụ dưới đây minh họa các cú pháp khai báo. việc sử dụng một biến hằng có kiểu tĩnh rất tiện lợi cho nhiều đối tượng thực thể hóa có cùng một lớp chia sẻ chung một hằng số (thí dụ: hằng số Pi dùng chung cho các đối tượng cung tròn, đường tròn, và elipse). Ngược lại, khi có các hằng số đặc thù cho từng thực thể của một lớp thì một cách là dùng hằng số thông thường (chẳng hạn như cùng một lớp "chiết tính tiền lời cho vay" nhưng thực thể ngắn hạn có "hằng số lãi kép" cao hơn nhiều so với hằng số lãi kép dài hạn). Thí dụ dưới đây minh họa cú pháp khai báo

```
 
#include
 
<iostream>

 
#include
 
<string>

 
using
 
namespace
 
std
;

  

 
class
 
A
 
{

	
public
:

		
A
(
int
 
x
,
 
int
 
y
);
 

	     	
void
 
setStatic
 
(
int
 
x
)
 
{
 
value
=
 
x
;
 
}
    
//hàm thành viên xác lập trực tiếp trong dòng lệnh khai báo

                
void
 
setNormal
 
(
int
 
x
)
 
{
 
normal
=
x
;
 
}

                
void
 
setValue
(
int
 
i
)
 
{
 
value
 
=
 
i
;}

	     	
void
 
getValue
()
 
const
 
{
 
cout
<<
 
"value "
<<
 
value
 
<<
 
endl
;}

		
void
 
getShareConst
()
 
const
 
{
cout
 
<<
 
"shareconst:"
 
<<
 
shareconst
 
<<
 
endl
;}

		
void
 
getPrivate
()
 
const
;

		
void
 
getNormal
()
 
const
 
{
cout
 
<<
 
"normal variable:"
 
<<
 
normal
 
<<
 
endl
;}

		

	
private
:

		
static
 
int
 
value
;

		
static
 
const
 
int
 
shareconst
;

		
const
 
int
 
privateconst
;

		
int
 
normal
;

		
};

		

 
int
 
A
::
value
=
3
;
             
//gán giá trị cho biến tĩnh ở đây dùng chung cho mọi hàm của lớp A (=3)

 
const
 
int
 
A
::
shareconst
=
2
;
  
//gán giá trị cho hằng có kiểu tĩnh

 
A
::
A
(
int
 
x
,
 
int
 
y
)
:
privateconst
(
y
)
     
//Hàm dựng: cách gán giá trị ban đầu cho một hằng thông thường

 
{

	
normal
=
x
;
                       
//gán giá trị ban đầu cho biến thông thường

 
}

 
void
 
A
::
getPrivate
()
 
const
  
//cách để xác lập mã cho hàm thành viên bên ngoài dòng lệnh khai báo của lớp

 
{

	
cout
 
<<
"privateconst:"
 
<<
 
privateconst
 
<<
 
endl
;

 
}

 
int
 
main
 
()

 
{

	
A
 
A1
(
3
,
1
);
        
// giá trị hằng privateconst của A1 được gán ở đây (=1)

        
A
 
A2
(
5
,
2
);
        
// giá trị hằng privateconst của A2 được gán ở đây (=2)

	
A1
.
getPrivate
();

        
A2
.
getPrivate
();

        
A1
.
getShareConst
();
 
//đọc giá trị hằng của biến tĩnh trong A1

        
A2
.
getShareConst
();
 
//biến tĩnh trong A2 có cùng giá trị với biến tĩnh của A1 

        
A1
.
setValue
(
4
);
     
//cài đặt cho biến tĩnh value cho đối tượng A1

        
A2
.
getValue
();
      
//Cài dặt từ A1 nhưng lại có giá trị luôn cho đối tượng A2        

        

	
return
 
0
;
	

 
}

```

Kết quả sau khi dịch và chạy chương trình trên là:
```
 1
 2
 2
 2
 4

```

Lưu ý: bạn sẽ không thể gán giá trị nào khác ngoài các giá trị ban đầu khi khai báo cho các hằng. Trong thí dụ trên hàm setValue sẽ cho phép bạn gán lại giá trị tĩnh value của lớp A và nó ảnh hưởng đến mọi thực thể cùng lớp A. Trong khi hàm setNormal cho phép gán lại giá trị cho biến normal thông thường trong một thực thể của lớp A sẽ chỉ hiệu lực cho riêng thực thể đó mà thôi.

#### Hàm thành viên
Các khai báo một thành viên là hàm trong một lớp có thể dùng hai dạng chính sau:
- Mô tả trực tiếp trong định nghĩa của lớp mà hàm là thành viên

[virtual] int
- Mô tả sau bên ngoài sau định nghĩa của lớp mà hàm là thành viên

#### Hàm dựng (còn gọi là cấu tử, Constructor)
Cấu tử là hàm thành viên đặc biệt, có tên trùng với tên của lớp, làm nhiệm vụ tạo lập đối tượng theo yêu cầu. Khi một đối tượng được khai báo thì cấu tử sẽ tự động thực hiện để tạo lập đối tượng trong bộ nhớ. Một lớp có thể có nhiều cấu tử (tải bội), cấu tử không có tham số là cấu tử mặc định. Nếu ta không định nghĩa một cấu tử nào thì cấu tử mặc định sẽ được sử dụng, trái lại sẽ không được sử dụng.
```
 

#include
 
<iostream.h>

 
class
 
Point
 

      
{
 
int
 
x
,
 
y
;

        
public
:

              
Point
(){
x
=
0
;
y
=
0
;}
	
//Cấu tử mặc định

              
Point
(
int
 
a
,
 
int
 
b
=
0
){
x
=
a
;
y
=
b
;}

              
void
 
Display
(){
cout
 
<<
"Toa do: ("
<<
x
<<
','
<<
y
<<
')'
<<
endl
};

      
};

int
 
main
()

{
 
Point
 
a
,
 
b
(
1
),
 
c
(
2
,
3
);

  
a
.
Display
();
b
.
Display
();
c
.
Display
();

  
return
 
0
;

 
}

```

Đối tượng a được tạo lập bởi cấu tử thứ nhất. Các đối tượng b và c được tạo lập bởi cấu tử thứ hai. Cấu tử thứ hai có một tham số mặc định, nếu ta đặt mặc định cho cả hai tham số thì phải bỏ đi cấu tử thứ nhất, vì nếu không, sẽ dẫn đến sự nhập nhằng khi khai báo Point a; (Ambiguity between 'Point::Point()' and 'Point::Point(int,int)').
Onminh (thảo luận) 18:16, ngày 28 tháng 9 năm 2009 (UTC)

#### Hàm hủy (còn gọi là huỷ tử, destructor)
Khi đối tượng không còn được sử dụng thì nên giải phóng nó khỏi bộ nhớ. Các hủy tử được sử dụng để làm việc này. Hủy tử cũng là hàm thành viên có tên trùng với tên của lớp, nhưng có thêm ký tự ~ ở trước. Nếu ta không định nghĩa, thì sử dụng hủy tử mặc định.Tất cả các hủy tử đều không có tham số. Trong ví dụ trên, ta có thể định nghĩa hủy tử như sau:
```
 
~
Point
(){}

```

Onminh (thảo luận) 18:15, ngày 28 tháng 9 năm 2009 (UTC)

#### Hàm hằng
Một hàm thành viên có thể được khai báo đẻ trở thành hàm hằng. Với khai báo này thì thành viên đó sẽ chỉ có giá trị đọc được mà không có hiệu lực thay đổi giá trị nội tại của một thực thể. Để khai báo thì từ khóa const phải được đặt ngay sau khai báo hàm và đứng trước khối mã xác lập hàm số đó nếu có.
Lưu ý: Trong trường hợp này thì hàm hằng được hiểu với ý nghĩa khác với ý nghĩa trong toán học (khi một hàm số là có giá trị không đổi)
```
// hàm hằng 

 
class
 
Time

 
{

   
public
:

      
Time
(
int
 
h
,
 
int
 
m
,
 
int
 
s
);

      
int
 
getHour
()
 
const
;
     
//Hàm hằng chỉ đọc được 

      
void
 
setHour
(
int
 
h
);
   
// hàm này dùng để gán hay thay đổi giá trị nên không thể khai báo const

   
private
:

      
int
 
hour
;

 
};

 

 
int
 
Time
::
getHour
()
 
const
  
//khai báo hàm hằng

 
{

   
return
 
hour
;
        
// không thay đổi giá trị của bất kì thành viên nào

 
}

 
void
 
Date
::
setHour
(
int
 
h
)

 
{

   
hour
 
=
 
h
          
// thay đổi giá trị của thành viên dữ liệu

 
};

 
int
 
main
()

 
{

   
Time
 
MyTime
(
10
,
5
,
15
);

   
const
 
Time
 
MyNoon
(
12
,
0
,
0
);
 
// Khai báo một đối tượng (hay một thực thể) là hằng

   
MyTime
.
setHour
(
5
);
         
// OK

   
Mytime
.
getHour
();
          
// OK

   
// MyNoon.setHour(2);      // lỗi dòng này vì việc cài giá trị mới lên hằng MyNoon

 
}

```

Lưu ý: Việc khai báo một kiểu dữ liệu nói chung hay một thành viên của một lớp nói riêng là một hằng có thể có nhiều điểm phức tạp khi kết hợp với các kiểu tham chiếu hay con trỏ. (xem thêm Const Correctness in C++, The C++ 'const' Declaration: Why & How và Const correctness về cách sử dụng từ khóa const cho có hiệu quả)

#### Hàm ảo (virtual function)
Hàm ảo thường được định nghĩa ở lớp cơ sở và cho phép các lớp dẫn xuất từ nó được định nghĩa lại hàm ảo này. Giả sử FIGURE là lớp cơ sở, có sẵn phương thức Draw(). Lớp SQUARE và lớp CIRCLE cùng được dẫn xuất từ lớp FIGURE. Tất nhiên ta sẽ phải định nghĩa lại hai phương thức là SQUARE::Draw() và CIRCLE::Draw() của từng lớp cho phù hợp. Giả sử ptr là con trỏ trỏ đối tượng thuộc lớp FIGURE, s và c tương ứng là hai đối tượng thuộc lớp SQUARE và CIRCLE. Ta muốn rằng, khi cho ptr trỏ tới s thì lời gọi prt->Draw() sẽ vẽ ra hình vuông, còn khi cho ptr trỏ tới c thì lời gọi prt->Draw() sẽ vẽ ra hình tròn. Cách giải quyết của C++ là định nghĩa FIGURE::Draw() là hàm ảo. Ta xem ví dụ sau:
```
#include
 
<iostream.h>

#include
 
<conio.h>

class
 
FIGURE
 

      
{
  
int
 
Xc
,
 
Yc
;

         
public
:

         	
FIGURE
 
(
int
 
x
=
0
,
 
int
 
y
=
0
){
Xc
=
x
;
Yc
=
y
;}

         	
virtual
 
void
 
Draw
(){
 
cout
<<
"Tam tai: ("
<<
Xc
<<
','
<<
Yc
<<
')'
<<
endl
;}

      
};

class
 
CIRCLE
:
public
 
FIGURE

         
{
 
int
  
R
;

           
public
:

                
CIRCLE
 
(
int
 
x
=
0
,
 
int
 
y
=
0
,
 
int
 
r
)
:
 
FIGURE
(
x
,
y
)
 
{
R
 
=
r
;}

                
void
 
Draw
()

                    
{
 
cout
 
<<
"Ve hinh Tron:"
<<
endl
;

                      
FIGURE
::
Draw
();

                      
cout
<<
"Ban kinh: "
<<
R
<<
endl
;

                    
}

         
};

class
 
SQUARE
:
public
 
FIGURE

         
{
 
int
  
D
;
 	

	   
public
:

                
SQUARE
 
(
int
 
x
=
0
,
 
int
 
y
=
0
,
 
int
 
d
)
:
 
FIGURE
(
x
,
y
)
 
{
D
=
d
;}

                
void
 
Draw
()

                    
{
 
cout
 
<<
"Ve hinh Vuong:"
<<
endl
;

                      
FIGURE
::
Draw
();

                      
cout
<<
"Do dai canh: "
<<
D
<<
endl
;

                    
}

         
};

int
 
main
()

{
   
SQUARE
 
s
(
20
,
20
,
40
);
	

    
CIRCLE
 
c
(
30
,
30
,
50
);

    
FIGURE
 
*
ptr
;
			

    
ptr
=&
s
;
 
ptr
->
Draw
();

    
ptr
=&
c
;
 
ptr
->
Draw
();

    
getch
();

    
return
 
0
;

}

```

Không thể định nghĩa cấu tử là hàm ảo, vì chính cấu tử làm nhiệm vụ khởi tạo bảng phương thức ảo VMT (Virtual Methods Table). 
Tuy nhiên các hủy tử có thể là hàm ảo.

#### Hàm cơ bản trừu tượng (pure virtual function)
Hàm cơ bản trừu tượng được giới thiệu trong lớp nhưng không được định nghĩa; hàm này bắt buộc phải được định nghĩa lại trong lớp con (derived class).
Nguyên tắc viết một hàm cơ bản trừu tượng là thêm =0 khi giới thiệu hàm.
Thí du:
```

void chay() = 0; // = 0 có nghĩa đây là hàm cơ bản trừu tượng

```

## Chức năng đặc biệt trên các hàm trong C++

### friend
Hàm bạn không phải là hàm thành viên của lớp nhưng có thể thay đổi giá trị thành viên của lớp. Thí dụ:
```
class A {
friend void change(A &a)
private:
int b;
};
void change(A &a) { a. b++; } // thay đổi thành viên b trong lớp A

```

```
===
```

### Nạp chồng hàm (function overloading)
Trong C++ có thể định nghĩa nhiều hàm trùng tên nhau, nhưng những hàm này phải có parameter khác nhau.
Thí dụ:
```
// Hàm này nhận 1 tham số là: "ia"

int
 
ham
 
(
int
 
ia
)

{
 

   
return
 
ia
;
 

}

//=====================================================

// Hàm này cùng tên với hàm trên và nhận 2 tham số là: "ia" và "ib"

int
 
ham
 
(
int
 
ia
,
 
int
 
ib
)

{
 

   
return
 
ia
 
+
 
ib
;

}

```

### Nạp chồng toán tử (operator overloading)
Nạp chồng toán tử cho phép định nghĩa lại một toán tử (thí dụ định nghĩa lại +, -, *, /, vân vân) cho một type định nghĩa bởi người dùng.
Thí dụ:
```
// hàm này định nghĩa lại toán tử * cho lớp PhanSo
PhanSo operator*(const PhanSo &a, const PhanSo &b) 
{
PhanSo c;
c. tu_so = a. tu_so * b. tu_so; // nhân tử số với nhau
c. mau_so = a. mau_so * b. mau_so; // nhân mẫu số với nhau
return c;
}

```